# アルトン・ブラウン

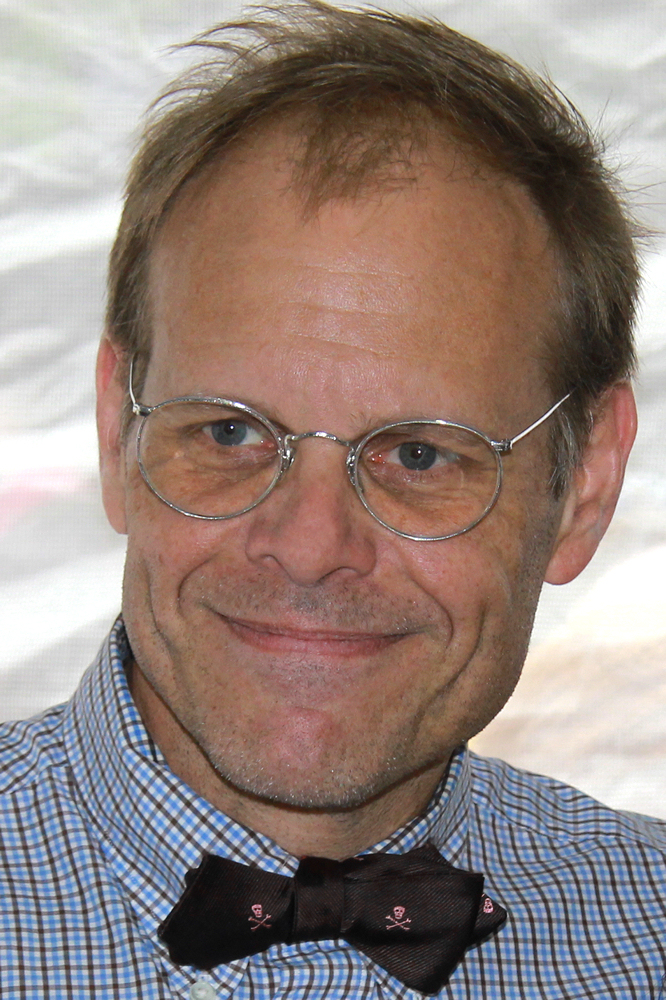
アルトン・ブラウン

アルトン・クロウフォード・ウォルター・ブラウン（Alton Crawford Walter Brown 1962年7月30日-）は、アメリカ合衆国の料理人、テレビタレント、俳優、撮影監督。
1998年からシカゴのWTTWでGood Eatsという料理番組に出演している。1999年からGood Eatsはフード・ネットワークで全米に放送されるようになった。2005年よりアイアン・シェフ・アメリカで実況解説をしている。2006年からFeasting on Asphaltにホストとして出演している。